# Saab Aero-X
La Saab Aero X est un concept-car du constructeur automobile suédois Saab, présenté au salon international de l'automobile de Genève de 2006.
L'étude avait pour ambition d'explorer de nouvelles voies pour développer un coupé sport haute performance évoquant à la fois l'origine aéronautique de la marque, et l'orientation vers un style inédit propre à Saab. Anthony Lo, directeur du Design Avancé chez General Motors Europe, travaillera au studio de design de Trollhättan avec la collaboration d'Alex Daniel, designer en chef pour l'extérieur, et d'Erik Rokke, designer en chef pour l'intérieur.

## Design
Le dessin extérieur montre une solution lisse, épurée, sans poignées de porte, dotée d'une importante surface vitrée et de roues imposantes ; 22 pouces à l'avant et 23 pouces à l'arrière. Les jantes évoquent l'esthétique d'une turbine tout en proposant un argument fonctionnel, celui d'optimiser le refroidissement des freins en favorisant la circulation de l'air. Les optiques inaugurent l'utilisation des LED, derrière des lentilles pour les phares, derrière un panneau blanc opaque le long d'une ligne translucide pour l'arrière. L'ensemble exhibe de grandes prises d'air qui alimentent le turbo, et la disparition des piliers A et B. La carrosserie qui doit rappeler un fuselage est entièrement réalisée en fibre de carbone, les ailes et le capot avant sont faits d'une seule pièce de manière à offrir le plus large accès possible au moteur et organes mécaniques.
- Le canopy Saab

Pièce maîtresse du concept, le véhicule dispose d'une verrière particulière d'un seul tenant, à l'image des verrières aéronautiques. Elle s'articule vers l'avant pour ouvrir l'accès à la cabine. Ce dispositif a été baptisé canopy (verrière) par Saab. Les portières participent au mécanisme en se déployant vers le haut et l'avant de part et d'autre de la verrière. Une fois fermé, le canopy offre un champ de vision idéal, vertical et horizontal, sans angle mort. Ce mécanisme allie l'esthétique à la fonctionnalité ; entièrement déployé, la hauteur du véhicule ne dépasse pas 180 cm. Le traitement hydrophobe du verre permet l'éviction des essuie-glaces.
Le dessin intérieur, dépouillé des éléments classiques du luxe et limité à deux places, est résolument orienté vers le conducteur. Toute l'instrumentation et les informations multimédias s'affichent en relief flottant, sur une sorte de large panneau lisse, translucide et stratifié, à l'aide d'un rétro-éclairage à LED. Son éclairage permanent en vert souligne l'inspiration aéronautique. Sous le plancher du coffre est aménagé un tiroir qui coulisse à l'arrière du véhicule, accessible lunette arrière close. Le coffre en lui-même s'ouvre par la lunette arrière.

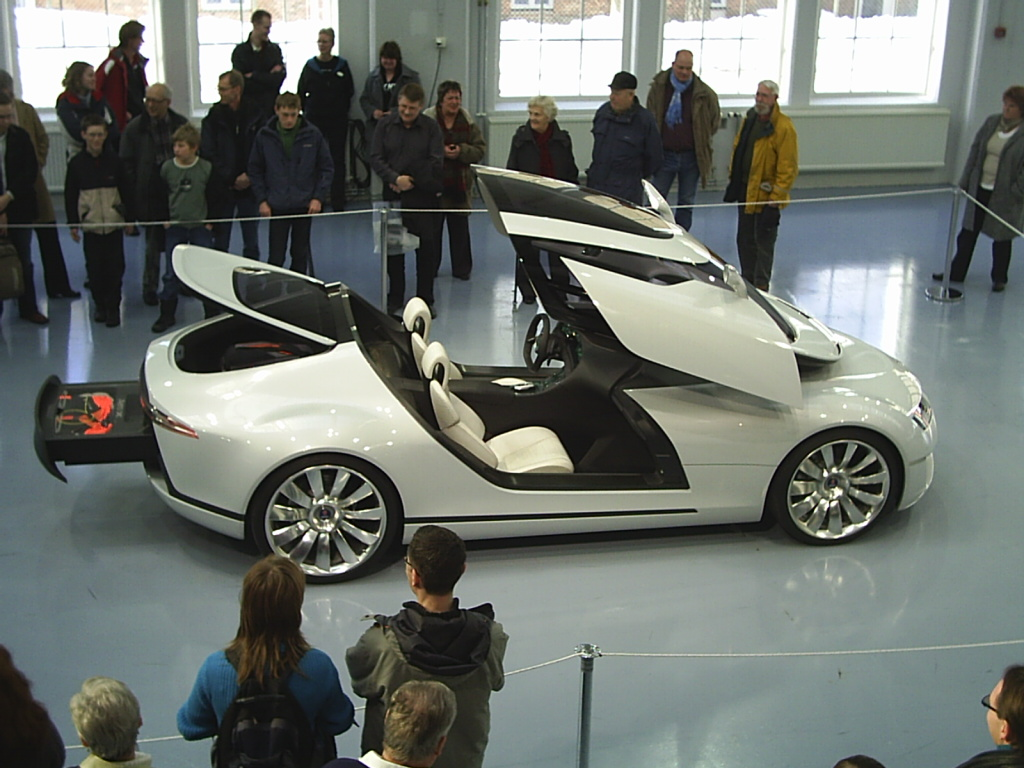
Le tiroir du coffre, sorti
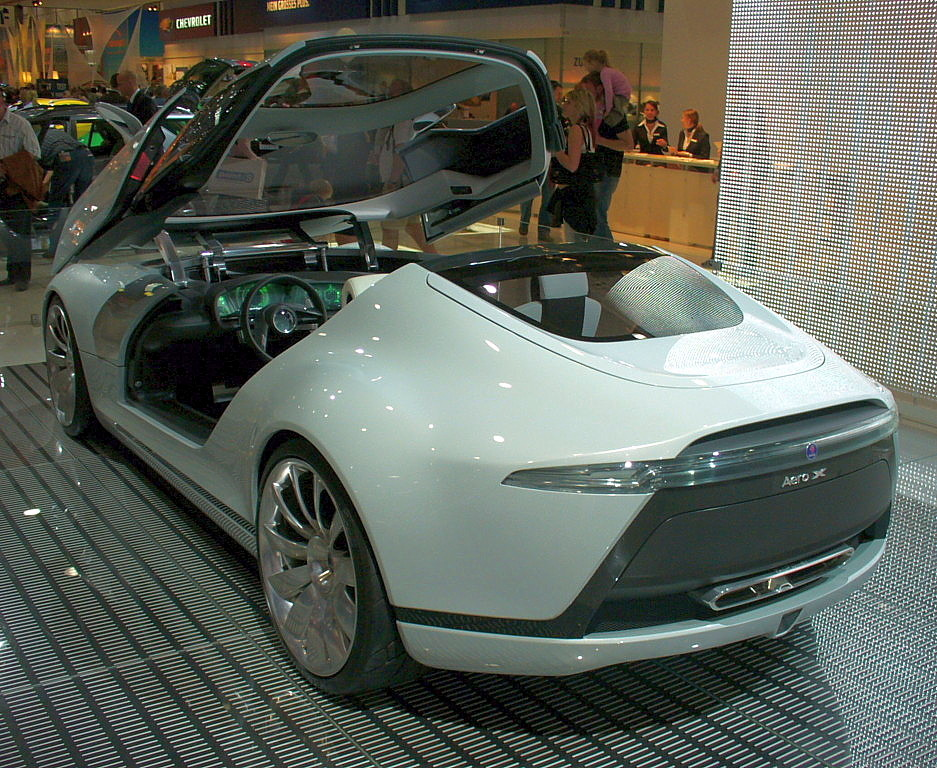
Aperçu de l'intérieur
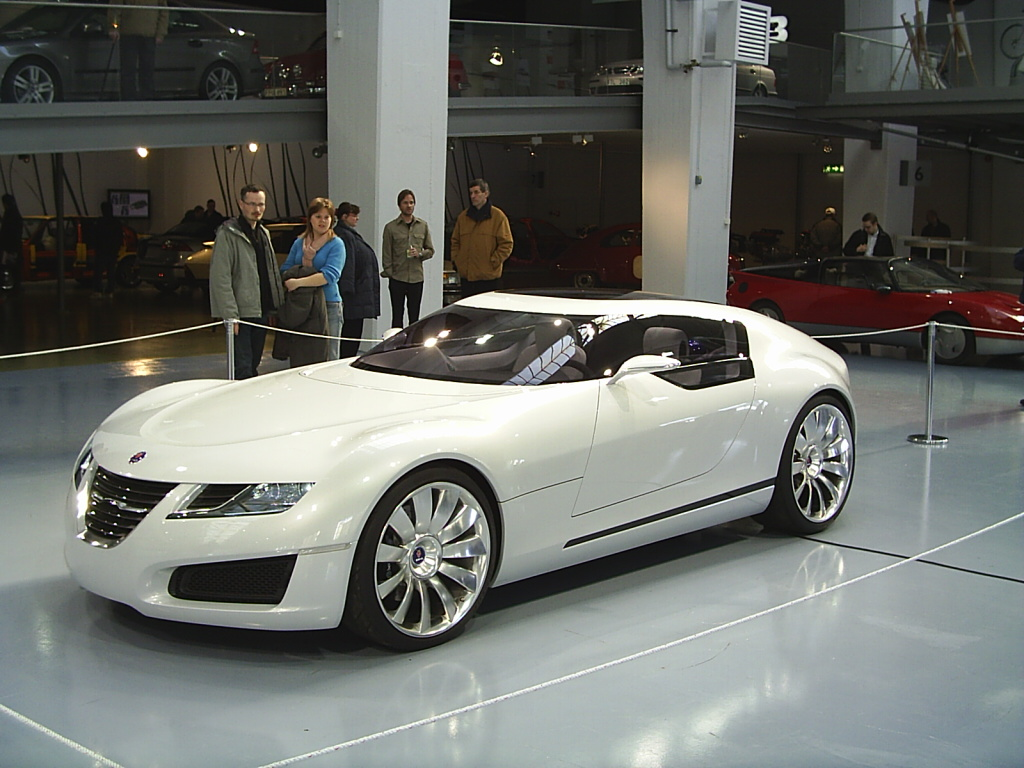
Vitrage enveloppant et long capot

## Technologie
Le dispositif d'éclairage introduit l'usage de LED. Les phares sont constitués de LED pourvues de lentilles ; deux diodes pour chaque feu de route, une diode pour chaque feu de croisement, et de petites diodes vertes alignées sur l'optique des phares pour la mise en valeur. Les feux arrière, également constitués de LED, émettent une lumière diffuse derrière un panneau blanc.
L'affichage de l'instrumentation utilise lui aussi l'éclairage à LED. Le support d'affichage en acrylique, stratifié en trois couches a exigé une technique alliant sablage, polissage et gravure au laser, pour rendre un affichage en relief flottant inédit. Le savoir-faire de l'industrie du verre locale fut mis à contribution.
La clef a été éliminée, l'ouverture de la voiture et son démarrage s'effectuent par télécommande, puis par un bouton Start-Stop positionné au sommet du levier situé entre les deux sièges. Ce levier permet de sélectionner un mode de transmission automatique ou séquentiel. Il commande aussi l'ouverture et la fermeture de la verrière.

## Motorisation
Le prototype est armé d'un bloc V6 BioPower en aluminium, placé en position longitudinale devant l'essieu avant, optimisé pour l'éthanol E100. Il est accouplé à une boîte de vitesses robotisée à sept rapports, à double embrayage, avec commandes au volant. La puissance est délivrée sur une transmission intégrale développée avec le suédois Haldex, qui gère en temps réel le couple entre les essieux arrière et avant.
- 2.8 biturbo V6 BioPower 400 ch (294 kW) - 24s - compression 12:1

Le moteur possède quatre arbres à cames en tête, une distribution variable pour l'échappement et l'admission, et bénéficie d'une lubrification par carter sec. Un calculateur électronique 32 bits gère entre autres l'injection directe, ou Spark Ignited Direct Injection (SIDI), l'injection d'air supplémentaire pour raccourcir le délai d'efficacité du dispositif catalytique et la pression du turbo. La double turbine à géométrie variable compresse jusqu'à 1 bar, pour fournir un couple de 500 N m entre 2 000 et 5 000 tr/min, et une puissance de 294 kW à partir de 5 000 tr/min.